# Pterostichus arcanus
Pterostichus arcanus är en skalbaggsart som beskrevs av Thomas Casey. Pterostichus arcanus ingår i släktet Pterostichus och familjen jordlöpare. Inga underarter finns listade i Catalogue of Life.